# Sylfaste och Lere
Sylfaste och Lere är en av SCB avgränsad och namnsatt småort i Gotlands kommun. Den omfattar bebyggelse i grannbyarna Sylfaste och Lerean i Follingbo socken, belägna på mellersta Gotland drygt en mil ostsydost om centralorten Visby.